# Nejc Pečnik
Nejc Pečnik (sinh ngày 3 tháng 1 năm 1986) là một cầu thủ bóng đá người Slovenia.

## Đội tuyển bóng đá quốc gia Slovenia
Nejc Pečnik thi đấu cho đội tuyển bóng đá quốc gia Slovenia từ năm 2009 đến 2015.

## Thống kê sự nghiệp
| Đội tuyển bóng đá Slovenia | Đội tuyển bóng đá Slovenia | Đội tuyển bóng đá Slovenia |
| Năm                        | Trận                       | Bàn                        |
| -------------------------- | -------------------------- | -------------------------- |
| 2009                       | 7                          | 2                          |
| 2010                       | 3                          | 0                          |
| 2011                       | 4                          | 0                          |
| 2012                       | 3                          | 2                          |
| 2013                       | 3                          | 0                          |
| 2014                       | 6                          | 0                          |
| 2015                       | 6                          | 2                          |
| Tổng cộng                  | 32                         | 6                          |